# Ámbito metropolitano de Barcelona

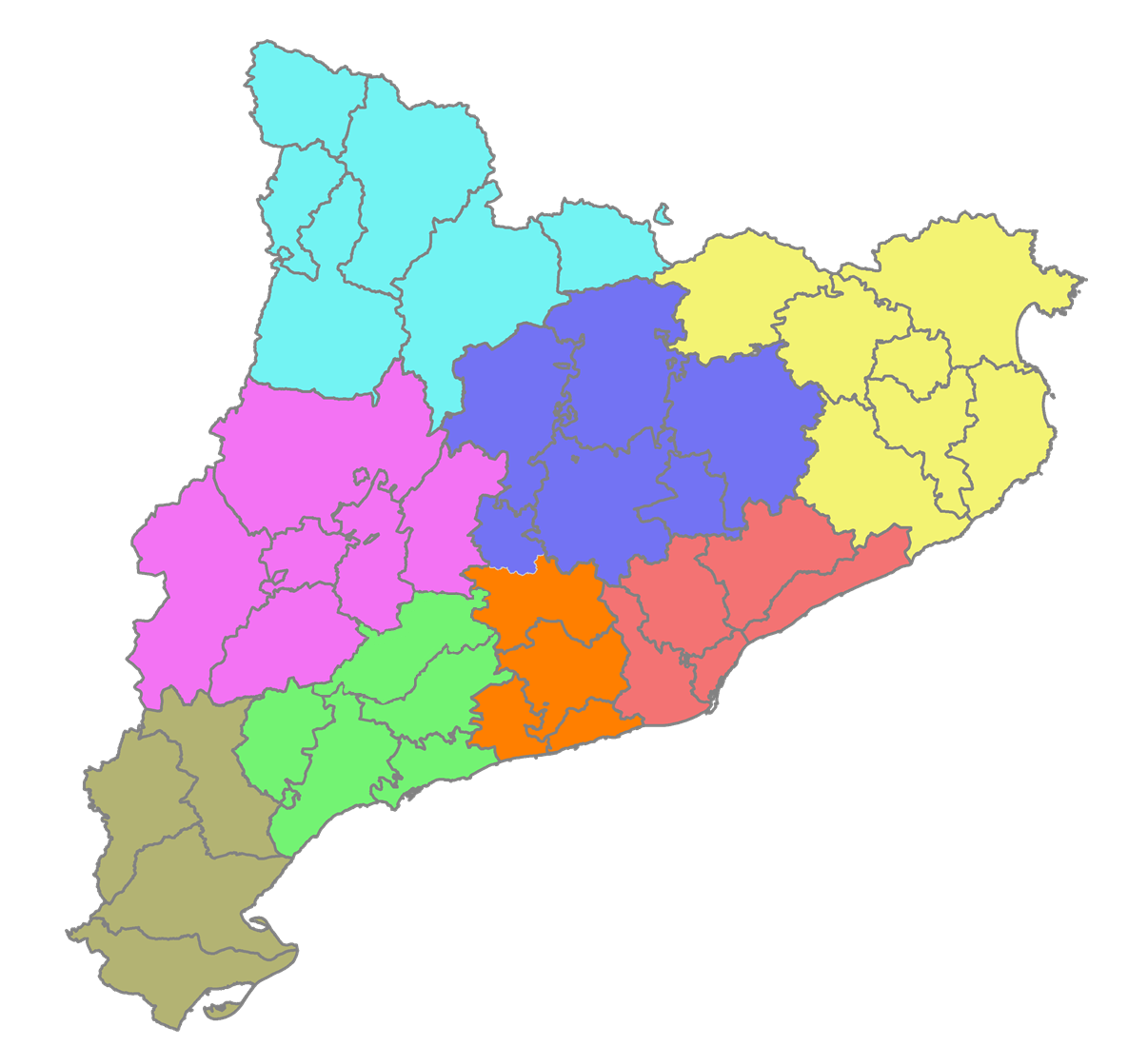
Ámbitos funcionales territoriales de Cataluña:
Ámbito metropolitano de Barcelona
Comarcas gerundenses
Campo de Tarragona
Tierras del Ebro
Poniente
Panadés
Comarcas centrales
Alto Pirineo y Arán

El ámbito metropolitano de Barcelona (en catalán y oficialmente Àmbit metropolità de Barcelona) es uno de los ocho ámbitos funcionales territoriales (AFT) definidos en el Plan territorial general de Cataluña, creados para una hipotética división de Cataluña en veguerías. Es un área geográfica de alta densidad de población situada en el centro-este de Cataluña, en torno a la capital de la comunidad autónoma. Según la definición oficial de esta veguería, su población en 1 de enero de 2024 era de 5 066 684 habitantes, una superficie de 2464 km² y con una densidad de población de 2056 hab/km². Y según Eurostat (Comisión Europea) su población sería de 5 575 204 de habitantes, estando en el quinto puesto en la Unión Europea. 
(Se trata de una definición más extensa del área metropolitana de Barcelona 3 291 654 habitantes).

## Definición
El Ámbito metropolitano de Barcelona —predecesor de la veguería— fue definido en 1987 a través de las Leyes de Ordenación Territorial aprobadas por el Parlamento de Cataluña. Según esta definición, el AMB tenía una población total de 5 012 961 habitantes en 2010, una superficie de 3236 km² y una densidad de población de 1549 hab/km².
Lo integraban en un inicio las comarcas de Alto Panadés, Bajo Llobregat, Barcelonés, Garraf, Maresme, Vallés Occidental y Vallés Oriental, es decir, el conjunto formado por la ciudad de Barcelona y su área de influencia en términos económicos y de mercado de trabajo. Fue definida por el Informe sobre la revisión del modelo de organización territorial de Cataluña, denominado Informe Roca, división que se convirtió en oficial debido a la aprobación del Estatuto de Autonomía de Cataluña de 2006, posterior aprobación parlamentario en 2010. La creación del ámbito del Panadés redujo el ámbito metropolitano, ya que dejaron de pertenecer a dicho ámbito las comarcas de Alto Panadés y Garraf.
| Comarcas          | Población (2024) |
| ----------------- | ---------------- |
| Bajo Llobregat    | 848 827          |
| Barcelonés        | 2 354 301        |
| Maresme           | 472 572          |
| Vallés Occidental | 960 033          |
| Vallés Oriental   | 426 653          |

### Municipios más poblados
Hasta 2017:
| Municipio                 | Población |
| ------------------------- | --------- |
| Barcelona                 | 1 619 337 |
| Hospitalet de Llobregat   | 258 642   |
| Badalona                  | 214 724   |
| Tarrasa                   | 211 338   |
| Sabadell                  | 206 905   |
| Mataró                    | 125 517   |
| Santa Coloma de Gramanet  | 120 060   |
| Cornellá de Llobregat     | 87 240    |
| San Baudilio de Llobregat | 82 411    |
| San Cugat del Vallés      | 81 745    |
| Rubí                      | 73 591    |
| Villanueva y Geltrú       | 66 532    |
| Viladecans                | 64 077    |
| El Prat de Llobregat      | 63 434    |
| Castelldefels             | 62 250    |
| Sardañola del Vallés      | 58 407    |
| Mollet del Vallés         | 52 459    |
| Total                     | 3 511 729 |

## El transporte en la región urbana
La Red Ferroviaria Integrada cubre el servicio para la región. Está compuesta por:
- Metro de Barcelona y Tram.[7] De ámbito urbano (Barcelona y primera corona).
- Ferrocarriles de la Generalidad de Cataluña. De ámbito urbano (líneas 6, 7 8 y 12 del metro), suburbano y 2 líneas de cercanías.
- Rodalies de Catalunya (Operado por Renfe). Presta servicios de cercanías y servicios regionales.